# Wzory Viète’a

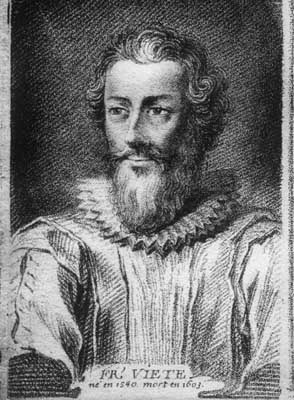
François Viète - twórca wzorów Viète’a

Wzory Viète’a – wzory wiążące pierwiastki wielomianu z jego współczynnikami. Ich nazwa pochodzi od nazwiska francuskiego matematyka François Viète’a, który podał je w 1591 roku.

## Wzory Viète’a
Niech {\displaystyle x_{1},x_{2},\dots ,x_{n}} będą pierwiastkami wielomianu {\displaystyle a_{n}x^{n}+a_{n-1}x^{n-1}+\ldots +a_{1}x+a_{0},\;a_{n}\neq 0} o współczynnikach zespolonych (w szczególności także rzeczywistych). Wówczas prawdziwe są wzory
{\displaystyle {\begin{cases}x_{1}+x_{2}+\ldots +x_{n-1}+x_{n}={\tfrac {-a_{n-1}}{a_{n}}}\\x_{1}x_{2}+\ldots +x_{1}x_{n}+x_{2}x_{3}+\ldots +x_{2}x_{n}+\ldots +x_{n-1}x_{n}={\tfrac {a_{n-2}}{a_{n}}}\\\vdots \\x_{1}x_{2}\dots x_{n}=(-1)^{n}{\tfrac {a_{0}}{a_{n}}}\end{cases}}}
nazywane wzorami Viète’a.
Powyższe wzory są prawdziwe również dla wielomianów w dowolnym pierścieniu przemiennym, przy założeniu, że wielomian ten ma w nim {\displaystyle n} pierwiastków.

## Przykłady

### Wielomian liniowy
W przypadku wielomianu liniowego o współczynnikach rzeczywistych (lub ogólniej, zespolonych) {\displaystyle ax+b,\;a\neq 0} wzory sprowadzają się do postaci:
{\displaystyle x_{1}=-{\tfrac {b}{a}}.}

### Trójmian kwadratowy
W przypadku trójmianu kwadratowego o współczynnikach rzeczywistych (lub ogólniej, zespolonych) {\displaystyle ax^{2}+bx+c,\;a\neq 0} wzory te przyjmują postać:
{\displaystyle {\begin{cases}x_{1}+x_{2}=-{\tfrac {b}{a}}\\x_{1}x_{2}={\tfrac {c}{a}}\end{cases}}.}
Wzory te są prawdziwe również, gdy wyróżnik trójmianu kwadratowego {\displaystyle \Delta <0,} wówczas oczywiście oba pierwiastki {\displaystyle x_{1},x_{2}} są zespolone nierzeczywiste.

### Wielomian stopnia trzeciego
Dla wielomianów stopnia trzeciego, postaci {\displaystyle ax^{3}+bx^{2}+cx+d,\;a\neq 0,} o pierwiastkach {\displaystyle x_{1},x_{2},x_{3}} wzory te mają postać:
{\displaystyle {\begin{cases}x_{1}+x_{2}+x_{3}=-{\frac {b}{a}}\\x_{1}x_{2}+x_{1}x_{3}+x_{2}x_{3}={\frac {c}{a}}\\x_{1}x_{2}x_{3}=-{\frac {d}{a}}\end{cases}}}

## Dowód

### Przypadek funkcji kwadratowej
Niech {\displaystyle x_{1},x_{2}} będą miejscami zerowymi funkcji kwadratowej {\displaystyle ax^{2}+bx+c.} Wówczas
{\displaystyle a(x-x_{1})(x-x_{2})=ax^{2}+bx+c}
{\displaystyle a(x^{2}-(x_{1}+x_{2})x+x_{1}x_{2})=ax^{2}+bx+c}
{\displaystyle -a(x_{1}+x_{2})x+ax_{1}x_{2}=bx+c}
Ponieważ dwa wielomiany są równe wtedy i tylko wtedy, gdy przy odpowiednich potęgach mają równe współczynniki, mamy:
{\displaystyle {\begin{cases}-a(x_{1}+x_{2})=b\\ax_{1}x_{2}=c\end{cases}}}
a stąd wzory wspomniane wyżej.

### Przypadek ogólny
Aby udowodnić wzory Viète’a, piszemy równość
{\displaystyle a_{n}x^{n}+a_{n-1}x^{n-1}+\ldots +a_{1}x+a_{0}=a_{n}(x-x_{1})(x-x_{2})\dots (x-x_{n})}
(która jest prawdziwa, gdyż {\displaystyle x_{1},x_{2},\dots ,x_{n}} są wszystkimi pierwiastkami wielomianu), dokonujemy mnożenia po prawej stronie i przyrównujemy współczynniki. Otrzymujemy
{\displaystyle {\begin{cases}a_{n}(x_{1}+x_{2}+\ldots +x_{n-1}+x_{n})=-a_{n-1}\\a_{n}(x_{1}x_{2}+\ldots +x_{1}x_{n}+x_{2}x_{3}+\ldots +x_{2}x_{n}+\ldots +x_{n-1}x_{n})=a_{n-2}\\\vdots \\a_{n}x_{1}x_{2}\dots x_{n}=(-1)^{n}a_{0}\end{cases}}}
czyli
{\displaystyle {\begin{cases}x_{1}+x_{2}+\ldots +x_{n-1}+x_{n}={\tfrac {-a_{n-1}}{a_{n}}}\\x_{1}x_{2}+\ldots +x_{1}x_{n}+x_{2}x_{3}+\ldots +x_{2}x_{n}+\ldots +x_{n-1}x_{n}={\tfrac {a_{n-2}}{a_{n}}}\\\vdots \\x_{1}x_{2}\dots x_{n}=(-1)^{n}{\tfrac {a_{0}}{a_{n}}}\end{cases}}}